# 汉王科技
汉王科技股份有限公司是一家以手写识别、OCR识别为核心技术，开发模式识别相关电脑产品的公司。公司成立于1998年。总裁刘迎建（民革）。
在中国八五、九五、863计划、自然科学基金等重点项目的支持下，拥有众多模式识别相关产品。
其中，汉王电纸书是一款类似Amazon Kindle,同样采用电子墨水为屏幕的电子书阅读器。汉王于2008年推出了中国首款电子书产品，据统计，2009年，汉王电纸书10余款产品销售50多万台，占中国电子阅读器市场的35.2%。
据称，汉王与元太科技合作，将成为全球第一家彩屏电子墨水电纸书提供商。
汉王科技曾在2004年，注册I-Phone商标，并开发了一款固定电话产品，由于市场反应不佳而停止销售。2009年，苹果公司向汉王支付365万美元购买iPhone商标。

## 主要产品
- 汉王手写识别
- 汉王名片识别
- 汉王人脸识别
- 汉王电纸书
- 速錄筆[5]